# Unibus

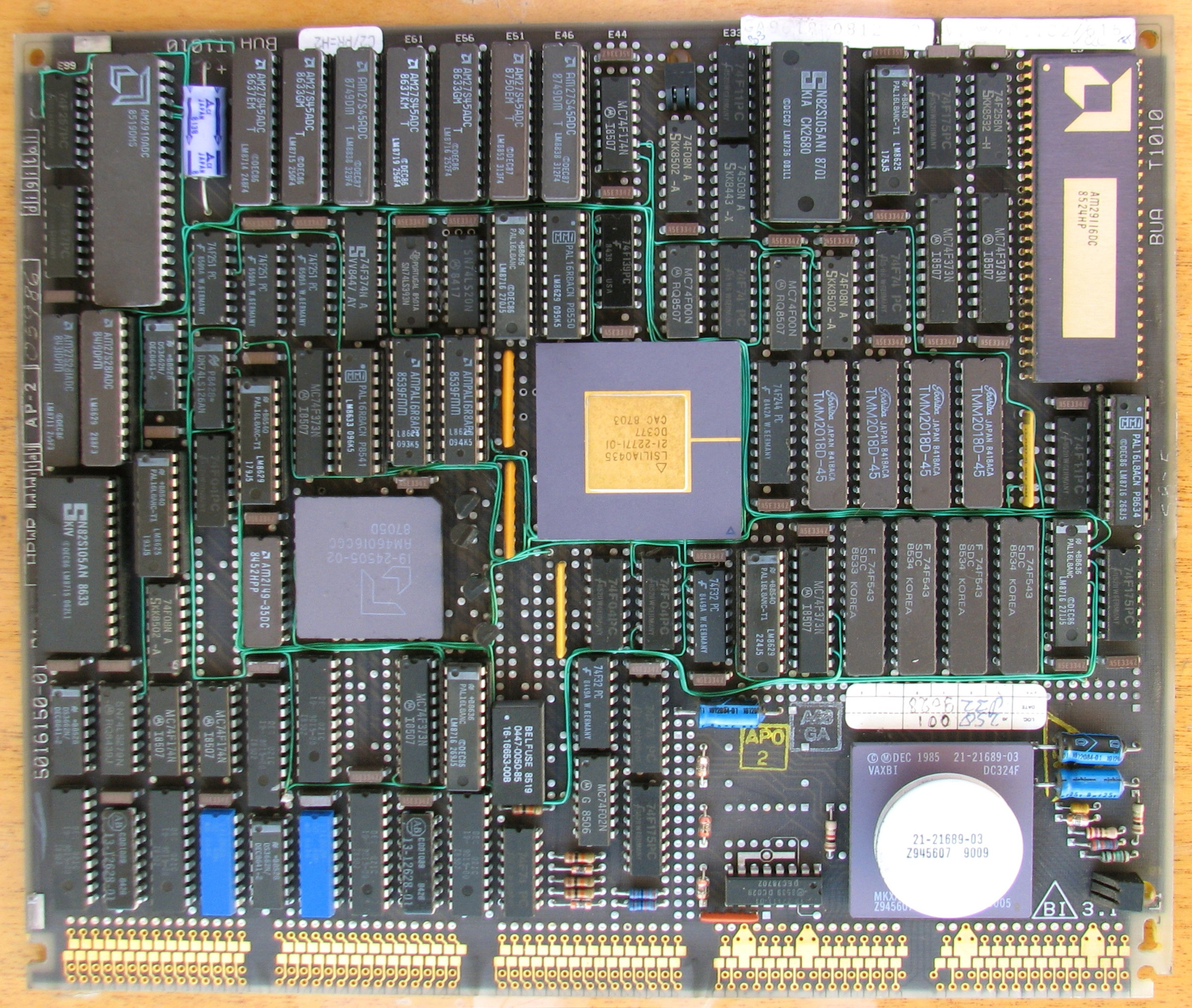
Адаптер DEC VAX T1010 на Unibus

Unibus — первая компьютерная шина, использовавшаяся в компьютерах PDP-11 и ранних VAX, производившихся Digital Equipment Corporation (DEC).
Unibus состоял из 72 проводов или 56, если не считать питания и заземления. К одному сегменту Unibus можно подключить до 20 устройств; дополнительные устройства могли быть подключены через повторитель.
Шина была полностью асинхронной, что позволяло подключать как быстрые, так и медленные устройства. 18 адресных линий позволяли адресовать до 256 КБ. Обычно верхние 8 КБ резервировались для регистров устройств memory-mapped I/O в архитектуре PDP-11.
Аналогичный интерфейс был применен в малых ЭВМ М-400 и СМ3, СМ4, СМ1420 и др. моделях СМ ЭВМ.
Дизайн Unibus существенно уменьшил избыточность логики.
```
18 A00-A17 - адресные линии
16 D00-D15 - линии данных
 4 BR4-BR7 - Bus (Interrupt) Requests at priorities 4 (lowest) through 7 (highest)
 4 BG4-BG7 - Bus (Interrupt) Grants at priorities 4 (lowest) through 7 (highest)
 1 NPR     - Non Processor (DMA) Request
 1 NPG     - Non Processor (DMA) Grant
 1 ACLO    - AC Low
 1 DCLO    - DC Low
 1 MSYNC   - Master Sync
 1 SSYNC   - Slave Sync
 1 BBSY    - Bus Busy
 1 SACK    - Selection Acknowledge
 1 INIT    - Bus Init
 1 INTR    - Interrupt Request
 1 PA      - Parity control
 1 PB      - Parity control
 2 C0-C1   - Cyce Control Lines:
 2 +5v     - Power Lines (not counted as part of the 56)
14 Gnd     - Ground Lines (not counted as part of the 56)
```